# Dun Mikiel Xerri
Mikiel Xerri (ur. 1737, zm. 1799) – ksiądz (malt. Dun) katolicki, maltański patriota.

## Życiorys
Urodzony 29 września 1737 roku w Żebbuġ na Malcie. Syn Bartholomew Xerri i jego żony Anne. Ochrzczony Mikael Archangelus Joseph 30 września 1737 roku w kościele parafialnym w Żebbuġ.
Xerri studiował na różnych uniwersytetach europejskich, w tym w Neapolu i Montpellier. Był profesorem filozofii w seminarium oraz profesorem matematyki na Uniwersytecie Maltańskim. Został uznany za jednego z czołowych naukowców swoich czasów. Żył w czasie rządów Rycerzy św. Jana na Malcie oraz Francuzów, kiedy ci zajęli Wyspy Maltańskie. Był zaangażowany w nieudaną rewoltę, aby obalić rządy francuskie, ustanowione na wyspie przez Napoleona. Został za to, wraz z innymi mieszkańcami, stracony 17 stycznia 1799 roku, w wieku 61 lat.

## Podłoże historyczne
W czerwcu roku 1798 siły francuski dowodzone przez Napoleona Bonaparte przejęły wyspę spod coraz bardziej opresyjnych rządów Rycerzy Maltańskich. Początkowo społeczeństwo zaaprobowało zmianę, wierząc w możliwość lepszego życia pod nowymi rządami. Jednakże w następnych miesiącach Francuzi zlikwidowali prawa maltańskiej szlachty, i postanowili wystąpić przeciwko kościołowi maltańskiemu. Oburzeni plądrowaniem kościołów i stanąwszy przed bezprecedensowym w historii Malty kryzysem finansowym, spowodowanym odpływem do rąk okupanta większości gotówki, 2 września 1798 roku Maltańczycy wystąpili przeciwko francuskiemu garnizonowi w Mdinie. W krótkim czasie powstanie objęło obie wyspy, a Maltańczycy sformowali National Assembly. Siły francuskie wycofały się do ufortyfikowanych miast wokół Grand Harbour, a Maltańczycy zaczęli ubiegać się o pomoc u króla Ferdynanda oraz Brytyjczyków.
Podczas oblężenia miast setki mieszkańców umarło z głodu. Niektórzy ludzie z oblężonych miast zdecydowali narazić swoje życie w celu poprawienia sytuacji. Przewodził im ksiądz Xerri. Zaplanowali oni zaatakowanie francuskich sił w Valletcie i Three Cities, lecz ci odkryli plany spisku. Między 49 spiskowcami, zatrzymanych do śledztwa, był ksiądz Mikiel Xerri.

## Egzekucja
Rankiem 17 stycznia 1799 roku biskup Malty arcybiskup Vincenzo Labini, odwiedził księdza Xerri i jego towarzyszy. Więźniowie zostali wzięci z fortu St. Elmo na Palace Square, gdzie czekał na nich pluton egzekucyjny. W drodze na plac ksiądz Xerri dodawał otuchy swoim towarzyszom, a po przybyciu na miejsce poprosił o kilka minut czasu. Po krótkiej modlitwie i rozgrzeszeniu, Xerri oddał swój srebrny zegarek oficerowi dowodzącemu, prosząc go o strzał w samo serce. Następnie odwrócił się do tłumu na placu i, razem z innymi, zakrzyknął: „Niech Bóg zlituje się nad nami! Niech żyje Malta”. Spiskowcy zostali rozstrzelani; duża ich część została pochowana na publicznym cmentarzu obok kościoła św. Publiusza we Florianie. Dokładne miejsce pochówku nie jest znane z powodu wielokrotnego bombardowania tego terenu w czasie II wojny światowej oraz pożaru w latach 70. XX wieku.
W roku 1986 odsłonięty został na Independence Square w Valletcie pomnik, upamiętniający męczeńską śmierć Dun Mikiela Xerri i jego towarzyszy.